# Brännvinsadvokat
Brännvinsadvokat, en nedsättande benämning på en oskicklig eller oärlig advokat. Ursprungligen ska begreppet ha avsett en person utan juridisk examen som brukade biträda andra i (oetiska) juridiska mål.
En alternativ tolkning redovisas av Hellquist i Svensk etymologisk ordbok. Enligt denna tolkning var en brännvinsadvokat en ofta försupen (därav namnet) advokat som sett bättre tider. Termen ska först ha använts i Olof von Dalins Then Swänska Argus. Senare skall den, fortfarande enligt Hellquist, också ha börjat tillämpas på personer utan juridisk examen.